# Levende Schelde
Levende Schelde is een natuurproject waarbij er rond de Zeeschelde van Gent tot Melle een groen gebied gevormd werd. Soms wordt dit ook benoemd als Leve(n)de Schelde. Het project kent een tegenhanger aan de westelijke kant van Gent, namelijk de Levende Leie rond de benedenloop van die rivier.

## Gebied
De benedenloop van de Leie werd gespaard van de rechttrekking dankzij het Schipdonkkanaal. De rivier behield hierdoor zijn meanderende stroom. Dit stuk kan niet gebruikt worden door professioneel transport en wordt enkel voor recreatie gebruikt.
Het project beslaat onder andere volgende gebieden:
- Gentse Zeeschelde (Gent), ook wel Gents Zwin genoemd
- Gentbrugse Meersen (Gentbrugge)
- Damvallei (Destelbergen), iets verder gelegen
- Kalverbos (natuurgebied) (Heusden)

## Gents Zwin
Het dichtslibben van de Zeeschelde in dit project zorgt voor een uniek gebied van slikken en schorren. Dit kan voor afwateringsproblemen zorgen en daardoor werd het Sigmaproject Scheldemeander Gent-Wetteren bedacht.. Hierbij wil men een sluis aanleggen ter hoogte van Heusden. Hierdoor zou echter het unieke gebied en getijdennatuur verloren gaan waartegen protest komt van Natuurpunt en bewonersvereniging GEzwiNT tegen die plannen.
Zie meer hierover Zeeschelde.

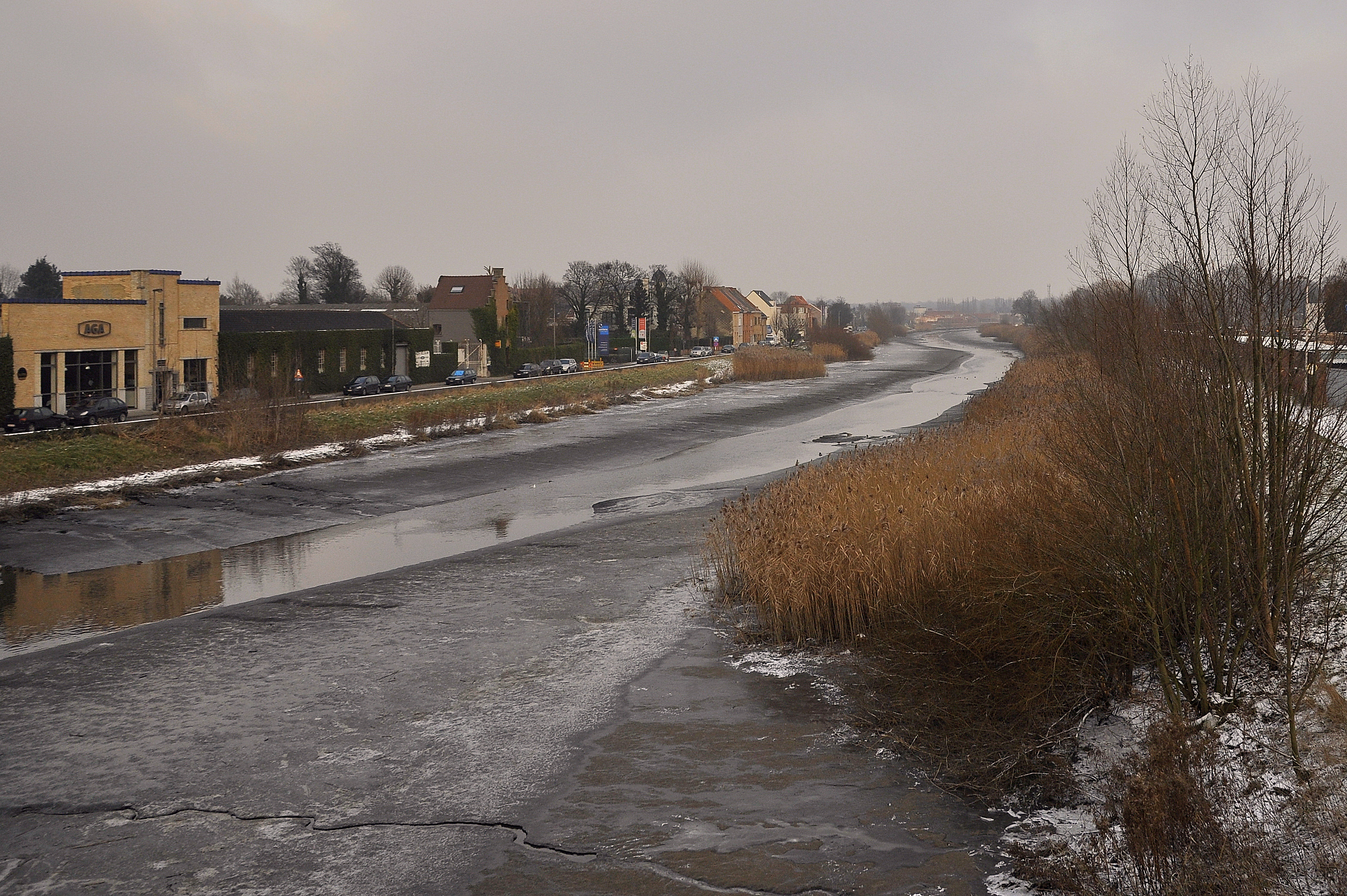
Gents Zwin (Gent-Gentbrugge)
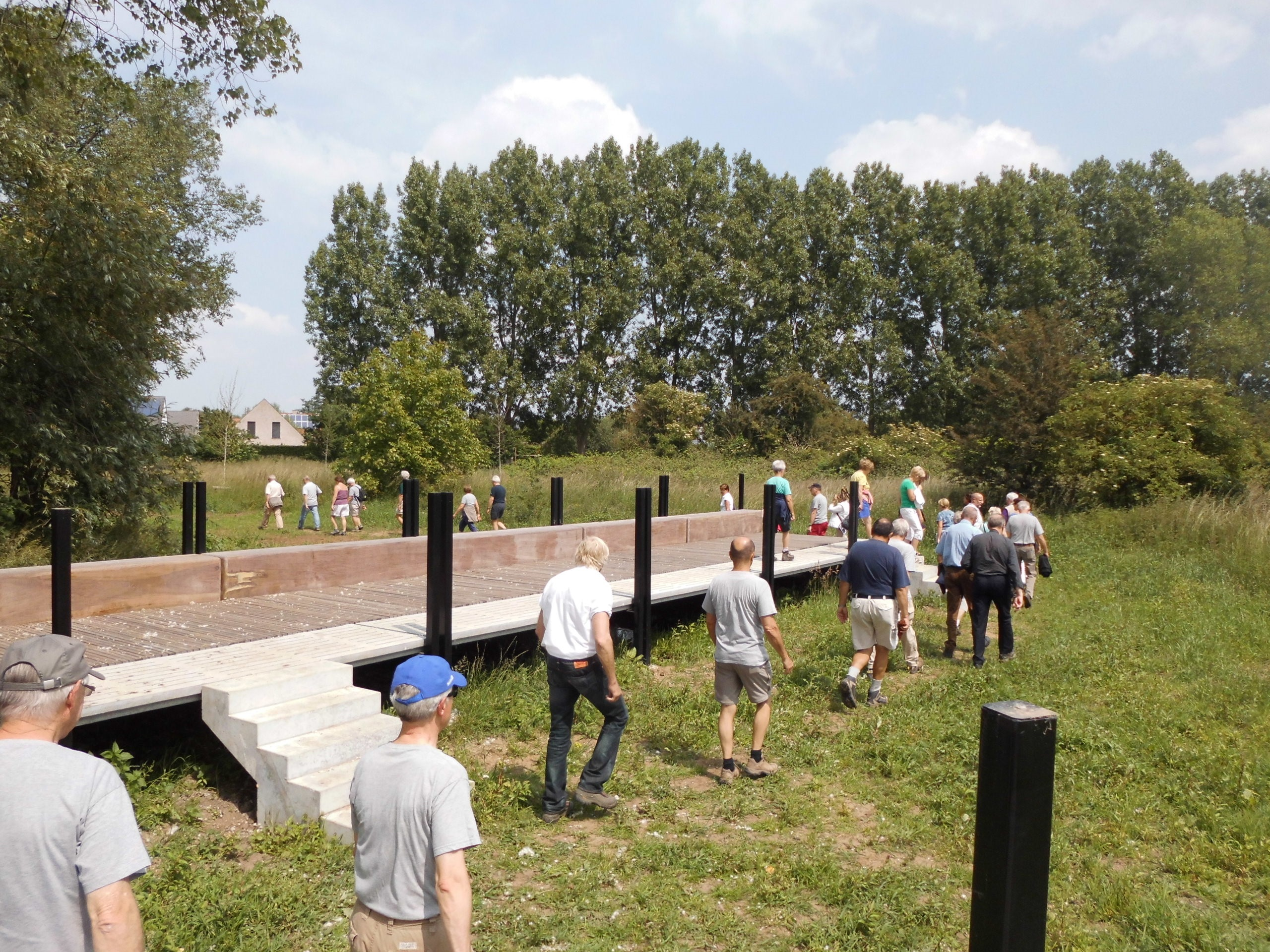
Gentbrugse Meersen (Gentbrugge)
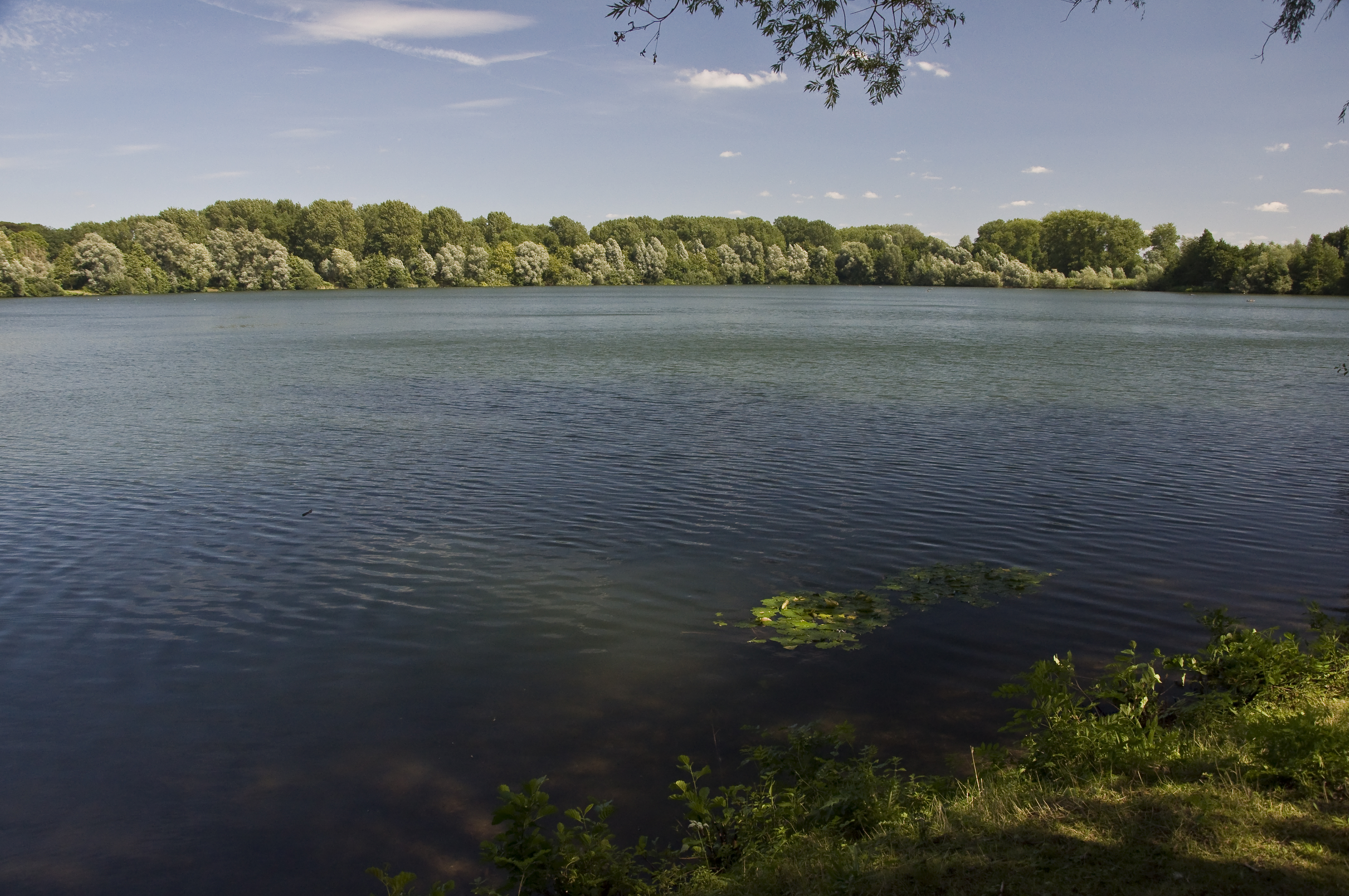
Dammeer (Destelbergen)
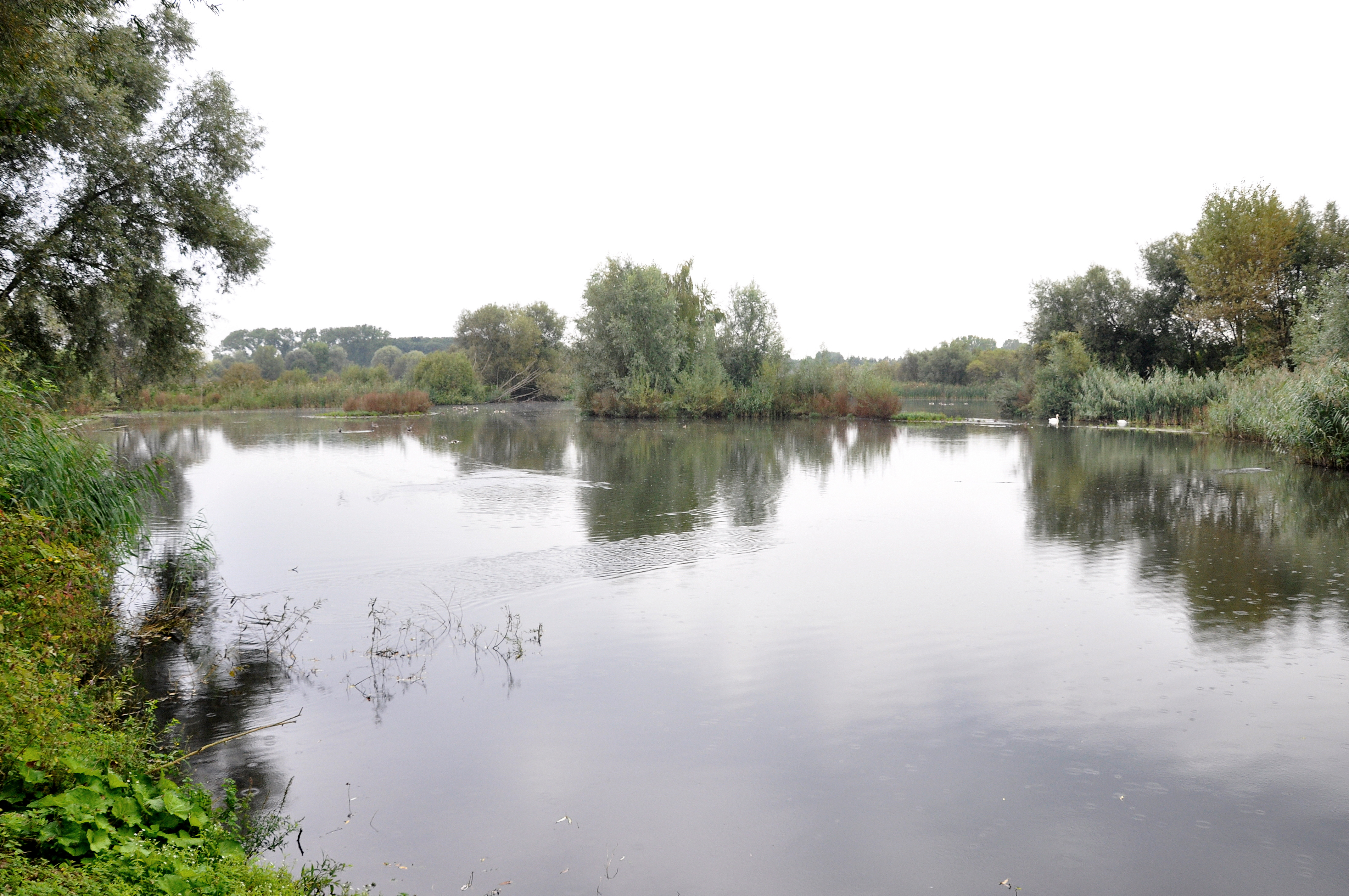
Kalverbos (Heusden)
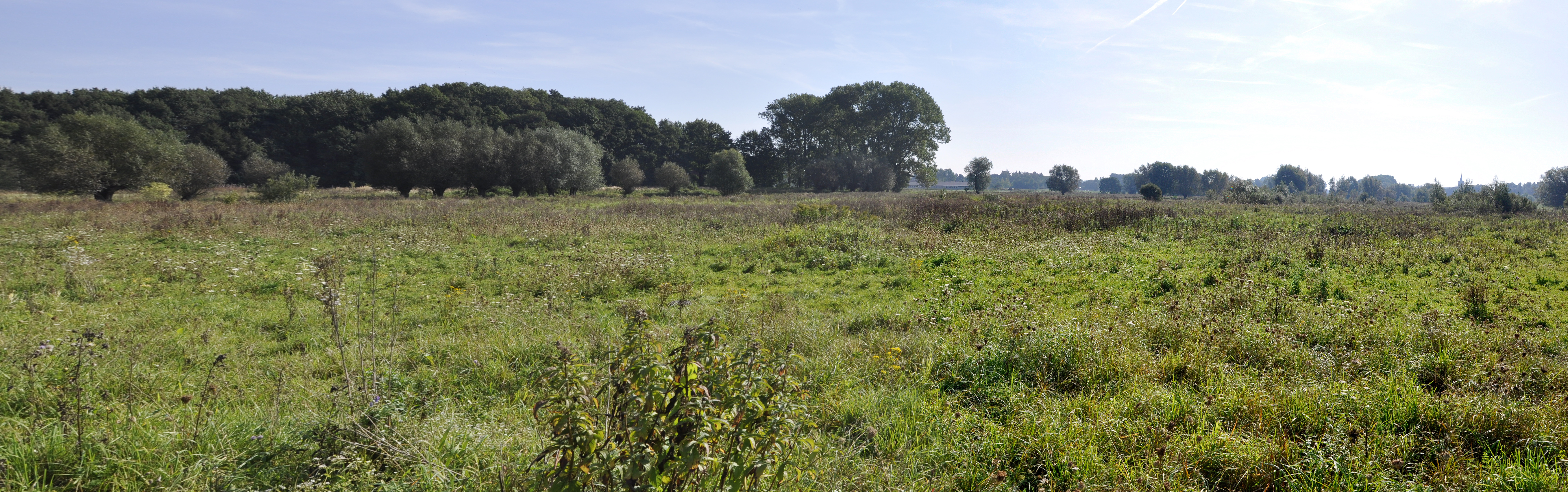
Kalverbos (Heusden)